# Авраменко, Олег Евгеньевич
Оле́г Евге́ньевич Авра́менко (25 сентября 1967, Херсон — 27 февраля 2018, Херсон) — украинский писатель-фантаст.

## Биография
По образованию физик (Киевский университет). В конце 1980-х — начале 1990-х работал независимым журналистом, редактировал «самиздатовскую» газету «Центральна Рада», тогда же начал писать художественную прозу. В 1991 опубликован первый рассказ: «Я, мой чёрт и…». Примерно в это время оставил публицистику и полностью переключился на фантастику, попутно подрабатывая сборкой и отладкой компьютеров. В 1996 г. в издательстве «Азбука» (Санкт-Петербург) вышла первая авторская книга — роман «Сын Сумерек и Света», положивший начало циклу «Источник Мироздания». С тех пор публикуется регулярно. Пишет по-русски и по-украински, работает в широком жанровом диапазоне — от фэнтези и мистики до НФ и альтернативной истории. В последние годы, начал также заниматься переводами научных работ по квантовой теории поля, переведя с английского на украинский «Вступительный курс» Пескина и Шродера..

## Творчество
Первый роман — «Принц Галлии» — альтернативная история, в которой Римская империя оказалась восстановленной одним из потомков Октавиана Августа, объединившего все итальянские земли в одно государство, а затем покорив всю Европу, победил орды хана Батыя. (1989 год). Первая публикация — рассказ «Я, мой черт и …» (1991 год). После долгого молчания в сентябре 1996 в свет вышла его первая книга «Сын Сумерек и Света». Этот роман является началом цикла писателя «Миры Источника» и здесь одним названием были объединены два романа Авраменко — «Сын Сумерек и Света» и «Хозяйка Источника». Эти произведения — смесь научной фантастики и фэнтези, которую некоторые критики называют «научное фэнтези». Герой книги — принц Артур, сын короля Утера, правителя Дома Света, и принцессы Юноны из Сумерек — узнает о существовании третьей, кроме Порядка и Хаоса, всемирной Стихии — так называемого Источника, поисками которого он и занимается. Первую книгу продолжили романы «Звездный путь» (1997), «Собирающая Стихий» (1999, опубликована 2004) и «Протекторат» (2001) — правда, последний лишь косвенно касается цикла и не является сюжетным продолжением предыдущих книг. В 1997—1998 годах издается историческая фэнтэзийная дилогия «Легенда о Карсидаре», написанная в соавторстве под коллективным псевдонимом «Андрей Давыдов». Эта книга, должна была иметь продолжение, но авторский дуэт распался. 

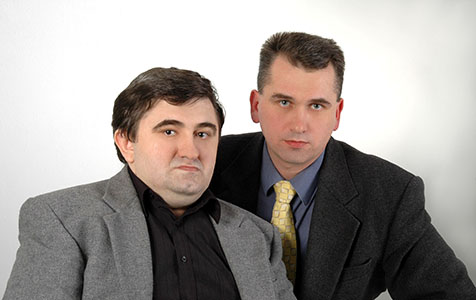
Олег и его брат Валентин, соавтор некоторых книг

После августовского дефолта 1998-го года в России у Авраменко два года ничего не издавалось, а затем в 2000 году выходят сразу два его романа «Все Грани мира» и «Грани Нижнего мира» (рабочее название книги — «Когда ты смотришь в бездну»), ставшие частью трилогии «Грани», написанной при участии его брата и соавтора Валентина . Её герой Владислав подбирает на улице бродячего кота Леопольда, который умел говорить и имел паранормальные качества, оказавшийся впоследствии жителем другого мира. Вот так с помощью необычного кота Владислав и его жена Инна переносятся в целую систему параллельных миров, они становятся могучими колдунами — высшими магами.
2001, 2002 и 2003 годы вновь ознаменовались двумя дилогии. Первая из них — «Звёзды в ладонях» — космическая опера, действие которой происходит только в XXXVI веке, когда Галактика для человечества стала намного ближе, а проблемы войны и мира стали понятием не планетарным, а космическим. Вторая дилогия «Конноры и Хранители» рассказывает о том, что в процессе эволюции возникли люди, способные управлять фундаментальными силами мироздания. А народ, церковь, государство и всесильные Хранители, из страха и по другим мотивам, искоренили магические способности.
В романе «Реальная угроза» (2004) главный герой — молодой лейтенант космических сил Александр Шнайдер, сын давно погибшего мятежника-адмирала — попадает на далекую планету Ютланд, где неожиданно оказывается в эпицентре будущей межпланетной войны.
С 2003 книги Олега Авраменко при участии его брата Валентина начинают издаваться и на украинском языке — «Сумерки Великих» (2003), «Горсть Вечности» (2004), а в 2005 году наконец вышел «Принц Галлии» — хронологически первый роман писателя.
После переиздания «Сына Сумерек и Света» и «Звездной дороги», а также публикации «Собирающей Стихий» (2004), Авраменко возвращается к циклу «Миры Источника» и пишет роман «Преемник Громовержца» (издан в 2006), который наконец сюжетно объединяет три книги основного цикла с романом «Протекторат». Шестой книгой цикла стала написанная в 2009 году «Резонанс Бытия», а в 2010-ом заканчивает «Запрещённые чары» где было наполовину переработано изданный в Харькове роман «Коннор и Хранители», с возвращением первичного сюжета. В конце 2012 года в свет выходит очередной роман «Небо, полное звезд», и это уже классическая научная фантастика.
Лично редко общается с коллегами и читателями, в последний раз это было на «Интерпрессконе» в Петербурге в 1997 году. За что, с подачи А. Лосєва, его начали называть «Херсонским отшельником».
Анализируя произведения Авраменко, госпожа Опанасенко отмечает, что они представляют собой нераздельный синтез фантастики и любовного романа. И действие в них, как правило, происходит в мирах, похожих на наш. Однако сходство эта обманчиво. Так, например, в романах цикла «Источник Мироздания» — с детства знакомые каждому имена носят люди, имеющие очень мало общего со своими «земными прототипами». Привычная география непредсказуема: так, что Логрис, родина короля Артура, находится на месте Северной Америки. А времена, маскируясь под средневековье, удивят наличием компьютеров и продвинутых средств связи.
«Принц Галлии» представляет собой "нетрадиционный исторический роман, где придуманы не отдельные действующие лица, а все без исключения персонажи — от слуг и крестьян до королей и пап; где плодом авторского воображения являются не только конкретные ситуации и жизненные коллизии, но и события глобального масштаба ". Действие его отнесено к XV-му веку — однако при чтении следует помнить, что в придуманном фантастом мире после падения Римской империи итальянские земли снова были объединены, хан Батый, напав на Русь, потерпел сокрушительное поражение, а крестоносцы не захватывали и не разрушали Константинополь. Как и в последующих произведениях, Олег Авраменко пытается сыграть не только на мужском интересе к истории и политике, но и на женской страсти к романтике и описанию сильных чувств: любовь играет в книге не меньшую роль, чем придворные интриги.
Роман «Все Грани мира», начинаясь как городская фэнтези, быстро превратился в фэнтези традиционную. Главные герои, оказываются в параллельном мире, и узнают, что привычная нам Земля — действительно Основа Кристалла, Гранями которого являются другие реальности. Получив значительные магические способности, герои, пусть и не всегда по своей воле, берутся защищать Грани от порождений Нижнего мира.
Создание в одном произведении не одного мира, а целой «обоймы» параллельных вселенных характерно для творчества Авраменко. В тех случаях, когда действие происходит в одной вселенной, оно «распределяется» по разным планетам — как в романе «Звезды на ладонях»: в произведении дается убедительное обоснование возрождения абсолютной, практически монархии — в космических масштабах. Всего, что написано о космических империях, при жизни не прочитаешь, но в последние годы все чаще встречаются попытки рационального обоснования их возможности, желательности, а то и неизбежности. «Галактики, как песчинки», «Реальная угроза». Критики неоднократно отмечали сходство концепций построения миров Авраменко с моделями из романов Роджера Желязны и Пирса Энтони, однако, как утверждает автор, свои миры он начал конструировать, ещё не подозревая о существовании принцев Амбера, а книг Энтони вообще не читал. И вообще можно сказать, что использование кельтских мифологии, становится одним из основных мотивов в его творчестве.
По мнению некоторых критиков, Олег оригинальный «конструктор многомирья» и космологических эпопей. В одном из интервью автор говорит о том, что другие миры не самоцель, а средство получения полной творческой свободы, и этот прием позволяет избавиться от ограничений, наложенных действительностью, и поставить героев в ту ситуацию, в которой хочется их видеть, а не которую диктуют существующие реалии нашего мира. Что намного честнее придумать не отдельных героев и локальные события, а весь мир целиком. Наверное, здесь сказался его менталитет физика: неважно, имеет ли создаваемая модель хоть какое-то отношение к действительности, но она должна быть непротиворечивой чтобы в это верить.
Цикл «Источник Мироздания», объединил в себе наиболее характерные черты творчества Олега Авраменко, и занимает в нём центральное место. Космология цикла основана на противостоянии трех мировых Стихий: Порядка, Хаоса и средоточие всех вселенских сил — Источник, удерживает эту борьбу в равновесии. Между разными мирами существует особое взаимодействие, называемое резонансом бытия: в любом из них могут появиться двойники исторических личностей и мифических героев из других миров. Время в разных мирах течет с разной скоростью; у Источника же и вовсе царит безвременье. Так, в «Сыне Сумерек и Света» Артур Пендрагон (но не тот, легендарный, а его правнук) появляется фактически из небытия, чтобы найти истинную Хозяйку для Источника. В «Звездном пути» его потомки спасают от уничтожения мир, в котором люди без помощи магии сумели освоить космическое пространство. «Той, которая собирает Стихии» Софи из одноименного третьего романа предстоит спасти всю Вселенную. При этом, занимаясь судьбами вселенной, колдуны из Дома Артура без конца пытаются разрешать собственные непростые любовные отношения..